# Barats and Bereta
Barats and Bereta sind ein Komikerduo, das aus Luke Barats und Joe Bereta besteht und 2003 gegründet wurde.
Luke Barats und Joe Bereta lernten sich während des Studiums an der Gonzaga University in Spokane kennen. Neben ihrer Mitarbeit im Fernsehsender und der Theatergruppe der Universität leiteten sie die Improvisationstheatergruppe „GUTS“ (Gonzaga University Theatre Sports). Nebenbei drehten sie kurze Sketche, um ihre Freunde zu unterhalten und stellten sie in den Portalen YouTube und CollegeHumor.com online. Mehrere ihrer Videos wurden auf der YouTube-Homepage als „Featured Videos“ präsentiert, der Film „Mother’s Day“ hatte bereits über 3,6 Millionen Zuschauer und zählt zu den 20 beliebtesten Comedy-Videos dort. Derzeit arbeiten sie für die Firma Cornerbooth, eine Film- und Videoproduktionsgesellschaft und sind Mitglieder der örtlichen Gruppe von „ComedySportz“, einer US-amerikanischen Vereinigung von Improvisationstheatergruppen.
Nach Verhandlungen mit MTV und HBO unterzeichnete das Duo einen Vertrag mit NBC. 2007 beendeten sie die Arbeiten an einer Pilotfolge der Serie „This is Culdesac“, deren Regisseure, Drehbuchautoren, Produzenten und Hauptdarsteller sie waren. Die NBC verzichtete darauf weitere Folgen zu produzieren, will jedoch Teile der Pilotfolge senden.

## Auszeichnungen
Für ihre Stand-up-Comedy gewannen Barats and Bereta 2005 die Brickwall Amateur Comedy Competition. Im gleichen Jahr gewannen sie den ersten Platz beim „Spokane First Night Film Festival“ mit dem Film „Just wonderful“.